# توبیاس مورتی
توبیاس مورتی (به انگلیسی: Tobias Moretti) (زاده ۱۱ ژوئیه ۱۹۵۹) بازیگر اتریشی است.
او بیشتر به خاطر بازی در سریال کمیسر رکس و بازی در نقش کمیسر موزر مشهور است. از سایر فیلم‌های او می‌توان به یوسف نجار، زندگی ابدی و دره تاریک اشاره کرد.